# Реджис, Джон
Джон Реджис (англ. John Regis; род. 13 октября 1966) — британский легкоатлет, олимпийский медалист.

## Биография
Наиболее значительные успехи Реджиса в индивидуальных соревнованиях пришлись на соревнования на дистанции 200 метров. Он был первым британским спортсменом, пробежавшим дистанцию менее чем за 20 секунд, и до сих пор является рекордсменом Великобритании в этом соревновании. Он был чемпионом мира в помещении и чемпионом мира на открытом воздухе, занявшим второе место на дистанции, а также занял шестое место в этом соревновании на Олимпийских играх 1992 года.
Реджис также добился значительных успехов в эстафетах, завоевав крупные международные медали как в эстафете 4 х 100 метров, так и в эстафете 4 х 400 метров. Особенно примечательно, что он пробежал третий этап для британской эстафетной команды 4 × 400 м на чемпионате мира 1991 года в Токио, помогая им победить сильно любимую команду из Соединенных Штатов и претендовать на золотую медаль. Он также был частью британской команды 4 × 400 м в 1990 году, которая установила рекорд чемпионата Европы по этому виду спорта. 3 марта 1991 года Реджис был членом британской команды, установившей мировой рекорд в помещении для редко оспариваемых 4 х 200 метров со счётом 1:22.11.
В 2000 году Реджис и его коллега-спринтер Маркус Адам были завербованы для тренировок по бобслею в британскую команду. Адам продолжал участвовать в зимних Олимпийских играх 2002 года.